# Tsegay Kebede
Tsegay Kebede (Etiopía, 15 de enero de 1987) es un atleta etíope, especialista en la prueba de maratón, con la que llegó a ser medallista de bronce mundial en 2009 y también medallista de bronce olímpico en Pekín 2008.

## Carrera deportiva
En el Mundial de Berlín 2009 gana la medalla de bronce en la maratón, con un tiempo de 2:08.35, tras los kenianos Abel Kirui y Emmanuel Kipchirchir Mutai.